# I Liceum Ogólnokształcące im. Kazimierza Jagiellończyka w Sieradzu
I Liceum Ogólnokształcące im. Kazimierza Jagiellończyka w Sieradzu – państwowe liceum ogólnokształcące pod patronatem króla Polski Kazimierza IV Jagiellończyka. 

## Charakterystyka
Mieści się przy ulicy Żwirki i Wigury 3 w Sieradzu, w województwie łódzkim. Jest to najstarsza placówka oświatowa w Sieradzu – pierwsza wzmianka o szkole pochodzi z 1260 roku. Budynek liceum został wpisany do rejestru zabytków pod numerem 1/85 w dniu 22 lutego 1988 roku.